# 张婕妤 (宋哲宗)
张婕妤（?—?），宋哲宗的妃嬪。
张氏在哲宗时为御侍，宋徽宗崇宁元年（1102年）正月张氏被封为文安郡君，崇宁三年（1104年）十一月文安郡君张氏进封为美人，大观二年（1108年）二月张美人进封为婕妤。